# Lista över maskrosarter
Detta är en ofullständig lista över småarter inom maskrossläktet, Taraxacum, i alfabetisk ordning.
- Taraxacum abbreviatum
- Taraxacum aberrans
- Taraxacum abietifolium
- Taraxacum absurdum
- Taraxacum abundans
- Taraxacum accedens
- Taraxacum acervans
- Taraxacum acervatulum
- Taraxacum acidotum
- Taraxacum aclidiforme
- Taraxacum acre
- Taraxacum acricorne
- Taraxacum acriculum
- Taraxacum acrifolium
- Taraxacum acrocuspidatum
- Taraxacum acroglossoides
- Taraxacum acroglossum
- Taraxacum acrolobum
- Taraxacum acromaurum
- Taraxacum acrophorum
- Taraxacum acutangulum
- Taraxacum acutatum
- Taraxacum acutidens
- Taraxacum acutifidum
- Taraxacum acutiformatum
- Taraxacum acutifrons
- Taraxacum acutisectum
- Taraxacum acutiusculum
- Taraxacum acutum
- Taraxacum adamifolium
- Taraxacum adamii
- Taraxacum admordum
- Taraxacum adpressiforme
- Taraxacum adpressum
- Taraxacum adunans
- Taraxacum aduncum
- Taraxacum adversidens
- Taraxacum aellenii
- Taraxacum aemilianum
- Taraxacum aequabile
- Taraxacum aequilobiforme
- Taraxacum aequilobum
- Taraxacum aequisectum
- Taraxacum aereum
- Taraxacum aeruginiceps
- Taraxacum aestivum
- Taraxacum aestuans
- Taraxacum aetheocranum
- Taraxacum aethiopiforme
- Taraxacum aethiops
- Taraxacum afghanicum
- Taraxacum aganophytum
- Taraxacum agaurum
- Taraxacum aginnense
- Taraxacum agrarium
- Taraxacum ahlneri
- Taraxacum ajanense
- Taraxacum ajano-majense
- Taraxacum akranesense
- Taraxacum akteum
- Taraxacum alacre
- Taraxacum alaicum
- Taraxacum alaid-litorale
- Taraxacum alaskanum
- Taraxacum alatavicum
- Taraxacum alatiforme
- Taraxacum alatopetiolum
- Taraxacum alatum
- Taraxacum albertshoferi
- Taraxacum albescens
- Taraxacum albidum
- Taraxacum albomarginatum
- Taraxacum albulense
- Taraxacum aleppicum
- Taraxacum aleurodes
- Taraxacum algarbiense
- Taraxacum alpestre
- Taraxacum alpicola
- Taraxacum alsaticum
- Taraxacum altipotens
- Taraxacum altissimum
- Taraxacum amabile
- Taraxacum amansii
- Taraxacum amarellum
- Taraxacum amaurolepis
- Taraxacum ambitiosum
- Taraxacum amblylepidocarpum
- Taraxacum amborum
- Taraxacum ambrosium
- Taraxacum amgense
- Taraxacum ampelophytum
- Taraxacum amphilobum
- Taraxacum amphiphron
- Taraxacum amphorifrons
- Taraxacum amplexum
- Taraxacum ampliusculum
- Taraxacum amplum
- Taraxacum ampullaceum
- Taraxacum anadyrense
- Taraxacum anadyricum
- Taraxacum ancistratum
- Taraxacum ancistrolobum
- Taraxacum ancoriferum
- Taraxacum andersonii
- Taraxacum andorriense
- Taraxacum androssovii
- Taraxacum anemoomum
- Taraxacum anfractum
- Taraxacum anglicum
- Taraxacum angulare
- Taraxacum angulatum
- Taraxacum anguliferum
- Taraxacum angusticeps
- Taraxacum angustisectum
- Taraxacum angustisquameum
- Taraxacum anomum
- Taraxacum antungense
- Taraxacum anzobicum
- Taraxacum apargiiforme
- Taraxacum apenninum
- Taraxacum aperavtum
- Taraxacum aphanochroum
- Taraxacum aphrogenes
- Taraxacum apicatum
- Taraxacum apiculatiforme
- Taraxacum apiculatoides
- Taraxacum apollinis
- Taraxacum aposeris
- Taraxacum appositum
- Taraxacum apulicum
- Taraxacum aquilonare
- Taraxacum aquitanum
- Taraxacum arachnoideum
- Taraxacum arachnotrichum
- Taraxacum aragonicum
- Taraxacum araneosum
- Taraxacum arasanum
- Taraxacum arcticum
- Taraxacum arctogenum
- Taraxacum arcuatum
- Taraxacum arenastrum
- Taraxacum arenicola
- Taraxacum argillicola
- Taraxacum argoviense
- Taraxacum argutifrons
- Taraxacum argutulum
- Taraxacum argutum
- Taraxacum aridicola
- Taraxacum aristum
- Taraxacum armatifrons
- Taraxacum armatum
- Taraxacum armeniacum
- Taraxacum arquitenens
- Taraxacum arrectipes
- Taraxacum arrectum
- Taraxacum arrhenii
- Taraxacum arrigens
- Taraxacum artificis
- Taraxacum artutum
- Taraxacum arvernum
- Taraxacum ascensum
- Taraxacum ascitum
- Taraxacum asconense
- Taraxacum asiaticum
- Taraxacum asperatilobum
- Taraxacum assemanii
- Taraxacum assimulans
- Taraxacum assurgens
- Taraxacum asturiense
- Taraxacum atactum
- Taraxacum atlanticola
- Taraxacum atlanticum
- Taraxacum atlantis-majoris
- Taraxacum atonolobum
- Taraxacum atrans
- Taraxacum atratum
- Taraxacum atricapillum
- Taraxacum atriceps
- Taraxacum atrimarginatum
- Taraxacum atrocephalum
- Taraxacum atroglaucum
- Taraxacum atroplumbeum
- Taraxacum atrosquamatum
- Taraxacum atroviride
- Taraxacum atrox
- Taraxacum attenuens
- Taraxacum aurantellum
- Taraxacum aurantiacum
- Taraxacum aureocucullatum
- Taraxacum auriapex
- Taraxacum aurorum
- Taraxacum aurosuloides
- Taraxacum aurosulum
- Taraxacum austrinum
- Taraxacum authionense
- Taraxacum autumnale
- Taraxacum autumnaliforme
- Taraxacum ayllonense
- Taraxacum azerbaijanicum
- Taraxacum aznavourii
- Taraxacum azureum
- Taraxacum azzizi
- Taraxacum azzizii
- Taraxacum bachczisaraicum
- Taraxacum badzhalense
- Taraxacum baeckii
- Taraxacum baeckiiforme
- Taraxacum bakuense
- Taraxacum balearicum
- Taraxacum balticiforme
- Taraxacum balticum
- Taraxacum baltistanicum
- Taraxacum baluchistanicum
- Taraxacum banhyhalense
- Taraxacum barbaricinum
- Taraxacum barbatulum
- Taraxacum bargusicum
- Taraxacum barycephalum
- Taraxacum basalticum
- Taraxacum bavaricum
- Taraxacum beckeri
- Taraxacum beeftinkii
- Taraxacum behzudicum
- Taraxacum bellicum
- Taraxacum bellidiforme
- Taraxacum bellum
- Taraxacum belonodens
- Taraxacum belorussicum
- Taraxacum bernhardi
- Taraxacum berthae
- Taraxacum bessarabicum
- Taraxacum bezidum
- Taraxacum bhutanicum
- Taraxacum bibulum
- Taraxacum bicorne
- Taraxacum bidentilobum
- Taraxacum bifalcatum
- Taraxacum biformatum
- Taraxacum biforme
- Taraxacum binilobatum
- Taraxacum bipinnatifidum
- Taraxacum bisectum
- Taraxacum bithynicum
- Taraxacum blanditum
- Taraxacum blomgrenii
- Taraxacum boekmanii
- Taraxacum bohemicum
- Taraxacum boldtii
- Taraxacum borealisinense
- Taraxacum boreicedens
- Taraxacum boreicola
- Taraxacum boreiforme
- Taraxacum boreophilum
- Taraxacum boreum
- Taraxacum borgvallii
- Taraxacum borovezum
- Taraxacum botanicorum
- Taraxacum botschantzevii
- Taraxacum brabanticum
- Taraxacum brachycephalum
- Taraxacum brachyceras
- Taraxacum brachyeces
- Taraxacum brachyglossoides
- Taraxacum brachyglossum
- Taraxacum brachylepis
- Taraxacum brachylobum
- Taraxacum brachyoncum
- Taraxacum brachypodon
- Taraxacum brachyrhynchum
- Taraxacum bracteatum
- Taraxacum bracteolatum
- Taraxacum brakelii
- Taraxacum brandenburgicum
- Taraxacum brassicifolium
- Taraxacum braun-blanquettii
- Taraxacum breconense
- Taraxacum breve
- Taraxacum brevialatum
- Taraxacum brevicorne
- Taraxacum brevidentatum
- Taraxacum brevifloroides
- Taraxacum breviflorum
- Taraxacum brevihastatum
- Taraxacum brevilobum
- Taraxacum brevipapposum
- Taraxacum brevipyramidale
- Taraxacum brevirostre
- Taraxacum breviscapum
- Taraxacum brevisectoides
- Taraxacum brevisectum
- Taraxacum brevum
- Taraxacum britannicum
- Taraxacum broddesonii
- Taraxacum brunneum
- Taraxacum bufonium
- Taraxacum bulgaricum
- Taraxacum butkovii
- Taraxacum buttleri
- Taraxacum cachkadzorum
- Taraxacum cacuminatifrons
- Taraxacum cacuminatum
- Taraxacum caespitans
- Taraxacum caespitosum
- Taraxacum calamistratum
- Taraxacum calanthodium
- Taraxacum calanthum
- Taraxacum calcareum
- Taraxacum calciphilum
- Taraxacum caledonicum
- Taraxacum californicum
- Taraxacum calliographum
- Taraxacum calliops
- Taraxacum callosum
- Taraxacum calocapitatum
- Taraxacum calocephaloides
- Taraxacum calocephalum
- Taraxacum calochroum
- Taraxacum calomorphum
- Taraxacum calophlebium
- Taraxacum caloschistoides
- Taraxacum caloschistum
- Taraxacum cambricum
- Taraxacum campoduniense
- Taraxacum campylodes
- Taraxacum camuratum
- Taraxacum canaliculatum
- Taraxacum canarense
- Taraxacum candidatum
- Taraxacum candrianii
- Taraxacum canentifolium
- Taraxacum caninum
- Taraxacum canophyllum
- Taraxacum canoviride
- Taraxacum cantabricum
- Taraxacum canulum
- Taraxacum canum
- Taraxacum capillosum
- Taraxacum capnocarpum
- Taraxacum capricum
- Taraxacum caramanicae
- Taraxacum cariciphilum
- Taraxacum carinthiacum
- Taraxacum carneocoloratum
- Taraxacum caroli-frederici
- Taraxacum carptum
- Taraxacum carthamopsis
- Taraxacum carthusianorum
- Taraxacum castaneum
- Taraxacum catalanum
- Taraxacum cataschistum
- Taraxacum catenatum
- Taraxacum catodontum
- Taraxacum caudatuliforme
- Taraxacum caudatulum
- Taraxacum caudiferum
- Taraxacum celticum
- Taraxacum cenabense
- Taraxacum centrasiaticum
- Taraxacum centrotum
- Taraxacum cephalum
- Taraxacum ceratolepis
- Taraxacum ceratolobum
- Taraxacum ceratophorum
- Taraxacum cerdanicum
- Taraxacum cestodes
- Taraxacum chamissonis
- Taraxacum chelelobatum
- Taraxacum cherwellense
- Taraxacum chionophilum
- Taraxacum chirieanum
- Taraxacum chitralense
- Taraxacum chloodeum
- Taraxacum chlorodes
- Taraxacum chloroticum
- Taraxacum christelianum
- Taraxacum christiansenii
- Taraxacum chrysophaenum
- Taraxacum chrysostylum
- Taraxacum ciconium
- Taraxacum ciliare
- Taraxacum ciliatum
- Taraxacum cinereum
- Taraxacum cinnamomeum
- Taraxacum circinatum
- Taraxacum cirsiifolium
- Taraxacum ciscaucasicum
- Taraxacum citrinum
- Taraxacum clarum
- Taraxacum clavatifrons
- Taraxacum claviflorum
- Taraxacum clitolobum
- Taraxacum clovense
- Taraxacum coacervans
- Taraxacum coartatum
- Taraxacum cochleatoides
- Taraxacum cochleatophyllum
- Taraxacum cochleatum
- Taraxacum cognatum
- Taraxacum collariatum
- Taraxacum collarispinulosum
- Taraxacum collinum
- Taraxacum comitans
- Taraxacum commixtiforme
- Taraxacum commixtum
- Taraxacum compactum
- Taraxacum complicatum
- Taraxacum comtulum
- Taraxacum concaviformatum
- Taraxacum concavum
- Taraxacum concinnaticeps
- Taraxacum concinnum
- Taraxacum concolor
- Taraxacum concucullatum
- Taraxacum conforme
- Taraxacum confusum
- Taraxacum congestilobum
- Taraxacum congestum
- Taraxacum conicum
- Taraxacum constrictiforme
- Taraxacum constrictifrons
- Taraxacum continium
- Taraxacum contractum
- Taraxacum contristans
- Taraxacum conturbatum
- Taraxacum convergentilobatum
- Taraxacum convexum
- Taraxacum cophocentrum
- Taraxacum copidophylloides
- Taraxacum copidophyllum
- Taraxacum cordatifolium
- Taraxacum cordatifrons
- Taraxacum cordatum
- Taraxacum cordiferum
- Taraxacum coreanum
- Taraxacum corneolum
- Taraxacum cornubiense
- Taraxacum cornutum
- Taraxacum coronatum
- Taraxacum corpulentum
- Taraxacum corsicum
- Taraxacum corynodes
- Taraxacum corynodiforme
- Taraxacum coryphorum
- Taraxacum coverum
- Taraxacum craspedotoides
- Taraxacum craspedotum
- Taraxacum crassipes
- Taraxacum crassiusculum
- Taraxacum crassum
- Taraxacum crebridens
- Taraxacum crispatum
- Taraxacum crispifolium
- Taraxacum crispifrons
- Taraxacum crispulum
- Taraxacum cristatum
- Taraxacum croceicarpum
- Taraxacum croceifloroides
- Taraxacum croceiflorum
- Taraxacum crocellum
- Taraxacum croceum
- Taraxacum crocinum
- Taraxacum crocodes
- Taraxacum cucullatiforme
- Taraxacum cucullatum
- Taraxacum cultratum
- Taraxacum cumulatum
- Taraxacum cuneatum
- Taraxacum curtifrons
- Taraxacum curvatum
- Taraxacum curvidens
- Taraxacum curvilobatum
- Taraxacum cuspidatum
- Taraxacum cuspidifrons
- Taraxacum cuspidigerum
- Taraxacum cuzcense
- Taraxacum cyanolepidiforme
- Taraxacum cyanolepis
- Taraxacum cyclocentrum
- Taraxacum cycloides
- Taraxacum cygnorum
- Taraxacum cylleneum
- Taraxacum cymbifolium
- Taraxacum cyprium
- Taraxacum cyrtolobum
- Taraxacum cyrtum
- Taraxacum czaunense
- Taraxacum czukoticum
- Taraxacum dahlii
- Taraxacum dahlstedtii
- Taraxacum danubiense
- Taraxacum danubium
- Taraxacum darbandense
- Taraxacum dargilanicum
- Taraxacum darschajense
- Taraxacum darvasicum
- Taraxacum dasypodum
- Taraxacum dasypogonum
- Taraxacum davidssonii
- Taraxacum davisii
- Taraxacum davosense
- Taraxacum dealbatum
- Taraxacum debrayi
- Taraxacum decastroi
- Taraxacum decipiens
- Taraxacum declive
- Taraxacum declivicola
- Taraxacum decolorans
- Taraxacum decorum
- Taraxacum decrepitum
- Taraxacum degelii
- Taraxacum delanghei
- Taraxacum delectum
- Taraxacum delphicum
- Taraxacum deltoideum
- Taraxacum deltoidifrons
- Taraxacum deminutum
- Taraxacum demotes
- Taraxacum densilobum
- Taraxacum dentatum
- Taraxacum dentex
- Taraxacum denticulatum
- Taraxacum dentilobum
- Taraxacum dentisquamosum
- Taraxacum dentosum
- Taraxacum denudatum
- Taraxacum deorum
- Taraxacum desertorum
- Taraxacum desideratum
- Taraxacum detonsum
- Taraxacum devexum
- Taraxacum devians
- Taraxacum dialeptum
- Taraxacum diaphorum
- Taraxacum diapyrum
- Taraxacum diastematicum
- Taraxacum didymifolium
- Taraxacum dilaceratum
- Taraxacum dilaniatum
- Taraxacum dilatatum
- Taraxacum dilucidum
- Taraxacum dilutisquameum
- Taraxacum dilutum
- Taraxacum discretum
- Taraxacum dispar
- Taraxacum dissectiforme
- Taraxacum dissectum
- Taraxacum disseminatoides
- Taraxacum disseminatum
- Taraxacum dissimile
- Taraxacum dissonum
- Taraxacum distans
- Taraxacum distantijugum
- Taraxacum distantilobum
- Taraxacum distinctilobum
- Taraxacum distinctum
- Taraxacum divarium
- Taraxacum diversicolor
- Taraxacum diversiflorum
- Taraxacum diversifolium
- Taraxacum diversilobum
- Taraxacum divinum
- Taraxacum divulsifolium
- Taraxacum divulsiforme
- Taraxacum divulsum
- Taraxacum dolichocentrum
- Taraxacum dolmiticum
- Taraxacum domabile
- Taraxacum dombaiense
- Taraxacum dorchocarpum
- Taraxacum dovrense
- Taraxacum drucei
- Taraxacum dubium
- Taraxacum ducommunii
- Taraxacum dumetorum
- Taraxacum dunense
- Taraxacum dunenseforme
- Taraxacum duplidentifrons
- Taraxacum duriense
- Taraxacum duvigneaudii
- Taraxacum eckmanii
- Taraxacum ecmiadzinum
- Taraxacum ecornutum
- Taraxacum edessicoides
- Taraxacum edessicum
- Taraxacum edmondsonianum
- Taraxacum edytomum
- Taraxacum effusum
- Taraxacum egilsstadirense
- Taraxacum egnatiae
- Taraxacum egregium
- Taraxacum ekmanii
- Taraxacum ekmaniiforme
- Taraxacum elaverinum
- Taraxacum elegans
- Taraxacum elegantiforme
- Taraxacum elegantius
- Taraxacum elongatifrons
- Taraxacum elongatihastatum
- Taraxacum elongatum
- Taraxacum eminens
- Taraxacum engadinense
- Taraxacum enontekiense
- Taraxacum ensiculare
- Taraxacum ensigerum
- Taraxacum epacroides
- Taraxacum epacrum
- Taraxacum epirense
- Taraxacum erectiusculilobatum
- Taraxacum erici
- Taraxacum ericinoides
- Taraxacum eriocarpum
- Taraxacum eriophorum
- Taraxacum eriopodum
- Taraxacum erioscapum
- Taraxacum erntrum
- Taraxacum erostre
- Taraxacum erythrocarpum
- Taraxacum erythropodum
- Taraxacum erythrospermum
- Taraxacum erzincanense
- Taraxacum espinulosum
- Taraxacum estonicum
- Taraxacum estrelense
- Taraxacum etchebarnei
- Taraxacum eudontum
- Taraxacum euoplocarpum
- Taraxacum euranum
- Taraxacum euryanthes
- Taraxacum eurylepium
- Taraxacum eurylobum
- Taraxacum euryphyllum
- Taraxacum evittatum
- Taraxacum exacutum
- Taraxacum excellens
- Taraxacum exiguiceps
- Taraxacum exiguum
- Taraxacum eximium
- Taraxacum expallidiforme
- Taraxacum expallidum
- Taraxacum expandens
- Taraxacum expansum
- Taraxacum explicatum
- Taraxacum exsanguineum
- Taraxacum exsertiforme
- Taraxacum exsertum
- Taraxacum exstinctum
- Taraxacum exsurgens
- Taraxacum extensifrons
- Taraxacum extensum
- Taraxacum extenuens
- Taraxacum extimum
- Taraxacum fabrei
- Taraxacum facetum
- Taraxacum facile
- Taraxacum faeroense
- Taraxacum fagerstroemii
- Taraxacum falcatum
- Taraxacum farinosum
- Taraxacum fartoris
- Taraxacum fasciatiforme
- Taraxacum fasciatum
- Taraxacum fascinans
- Taraxacum faucicola
- Taraxacum fedtschenkoi
- Taraxacum fennobalticum
- Taraxacum fennorodiae
- Taraxacum ferale
- Taraxacum fernandezianum
- Taraxacum fibratum
- Taraxacum fictum
- Taraxacum filidens
- Taraxacum fimbriatum
- Taraxacum finitimum
- Taraxacum firmicaule
- Taraxacum firmulifolium
- Taraxacum firmum
- Taraxacum flandricum
- Taraxacum flavescens
- Taraxacum flavostylum
- Taraxacum flavoviride
- Taraxacum flavum
- Taraxacum flevoense
- Taraxacum flexile
- Taraxacum floccosum
- Taraxacum floribundum
- Taraxacum florstroemii
- Taraxacum flos-lacus
- Taraxacum flugum
- Taraxacum flumineum
- Taraxacum fluviatile
- Taraxacum fontanicola
- Taraxacum fontaniforme
- Taraxacum fontanosquameum
- Taraxacum fontanum
- Taraxacum font-queri
- Taraxacum forellense
- Taraxacum formosum
- Taraxacum forrestii
- Taraxacum fragosum
- Taraxacum fraudulentum
- Taraxacum freticola
- Taraxacum fridenii
- Taraxacum friesii
- Taraxacum frigicolum
- Taraxacum frigidum
- Taraxacum frisicum
- Taraxacum fulgidum
- Taraxacum fulvescens
- Taraxacum fulvicarpum
- Taraxacum fulviforme
- Taraxacum fulvobrunneum
- Taraxacum fulvum
- Taraxacum fuornense
- Taraxacum furvum
- Taraxacum fusciflorum
- Taraxacum fuscoolivaceum
- Taraxacum fusculinerve
- Taraxacum gaditanum
- Taraxacum galbaniforme
- Taraxacum galbanum
- Taraxacum galeatum
- Taraxacum galeiferum
- Taraxacum galeifiguratum
- Taraxacum galeipotens
- Taraxacum gallaecicum
- Taraxacum gallicum
- Taraxacum gamisansii
- Taraxacum gasparrinii
- Taraxacum geirhildae
- Taraxacum gelertii
- Taraxacum gelertiiforme
- Taraxacum gelricum
- Taraxacum geminatum
- Taraxacum geminidentatum
- Taraxacum genargenteum
- Taraxacum gentile
- Taraxacum germanicum
- Taraxacum gesticulans
- Taraxacum getulum
- Taraxacum gianninii
- Taraxacum gibberosum
- Taraxacum gibberum
- Taraxacum gibbiferum
- Taraxacum gibbosum
- Taraxacum gilliesii
- Taraxacum gilvistigmatum
- Taraxacum gilvistylum
- Taraxacum gilvum
- Taraxacum gionense
- Taraxacum glabellum
- Taraxacum glaberrimum
- Taraxacum glabricaule
- Taraxacum glabrum
- Taraxacum glaciale
- Taraxacum gladiatum
- Taraxacum glandiforme
- Taraxacum glandonense
- Taraxacum glaphyrum
- Taraxacum glaucanthum
- Taraxacum glauciniforme
- Taraxacum glaucinum
- Taraxacum glaucivirens
- Taraxacum glaucolivaceum
- Taraxacum glaucophyllum
- Taraxacum globiceps
- Taraxacum glossocentrum
- Taraxacum glossodon
- Taraxacum glowackii
- Taraxacum gnezdilloi
- Taraxacum goloskokovii
- Taraxacum gorodkovii
- Taraxacum gotlandicum
- Taraxacum gotoburgense
- Taraxacum gracilens
- Taraxacum graciliforme
- Taraxacum gracilipes
- Taraxacum gracilisquameum
- Taraxacum gracilium
- Taraxacum gracilius
- Taraxacum gracillimum
- Taraxacum graecofontanum
- Taraxacum graecum
- Taraxacum graminicolor
- Taraxacum grammolepis
- Taraxacum grandidens
- Taraxacum grandiflorum
- Taraxacum grandifolium
- Taraxacum grandisquamatum
- Taraxacum grandisquamum
- Taraxacum graniticum
- Taraxacum gratum
- Taraxacum groenlandicum
- Taraxacum grootii
- Taraxacum grossheimii
- Taraxacum grossodentosum
- Taraxacum grossum
- Taraxacum grypodiforme
- Taraxacum grypodon
- Taraxacum grypolobum
- Taraxacum gulmargense
- Taraxacum guntense
- Taraxacum gurglense
- Taraxacum gustavianum
- Taraxacum guttigestans
- Taraxacum guttulatum
- Taraxacum gyratum
- Taraxacum haareanum
- Taraxacum habile
- Taraxacum haemanthum
- Taraxacum haematicum
- Taraxacum haematopus
- Taraxacum hallaisanense
- Taraxacum halophilum
- Taraxacum hamatiforme
- Taraxacum hamatilobum
- Taraxacum hamatulum
- Taraxacum hamatum
- Taraxacum hamidens
- Taraxacum hamiferum
- Taraxacum hamosiforme
- Taraxacum hamosius
- Taraxacum hamosum
- Taraxacum handelii
- Taraxacum haptolepium
- Taraxacum haraldii
- Taraxacum harbhajan-singhii
- Taraxacum harpagoides
- Taraxacum hastatum
- Taraxacum hastigerum
- Taraxacum hastile
- Taraxacum hastiliforme
- Taraxacum haussknechtii
- Taraxacum haworthianum
- Taraxacum hebelobum
- Taraxacum heikkinenii
- Taraxacum heleocharis
- Taraxacum helianthum
- Taraxacum hellenicum
- Taraxacum helmi-emiliae
- Taraxacum helveticum
- Taraxacum hemicyclum
- Taraxacum hempelianum
- Taraxacum hepaticolor
- Taraxacum hepaticum
- Taraxacum herae
- Taraxacum hesperium
- Taraxacum heterolepis
- Taraxacum heteroloma
- Taraxacum heterophylloides
- Taraxacum heterophyllum
- Taraxacum heybroekii
- Taraxacum hideoi
- Taraxacum hiemale
- Taraxacum hilare
- Taraxacum hirsutissimum
- Taraxacum hirtellum
- Taraxacum hispanicum
- Taraxacum hjeltii
- Taraxacum hollandicum
- Taraxacum holmboei
- Taraxacum holmenianum
- Taraxacum holmgrenii
- Taraxacum homoschistum
- Taraxacum hooftii
- Taraxacum hoplites
- Taraxacum hoppeanum
- Taraxacum horridifrons
- Taraxacum horridum
- Taraxacum huddungense
- Taraxacum huelphersianum
- Taraxacum hultenii
- Taraxacum humbertii
- Taraxacum humidicola
- Taraxacum humile
- Taraxacum huterianum
- Taraxacum hyberniforme
- Taraxacum hybernum
- Taraxacum hydrophilum
- Taraxacum hygrophilum
- Taraxacum hyoides
- Taraxacum hyoseridifolium
- Taraxacum hypanicum
- Taraxacum hyparcticum
- Taraxacum hyperboreum
- Taraxacum hyperoptum
- Taraxacum hypochaeris
- Taraxacum hypochoeroides
- Taraxacum hypocraterimorphum
- Taraxacum hypopolium
- Taraxacum hyrynsalmense
- Taraxacum iberanthum
- Taraxacum ibericum
- Taraxacum idiolepium
- Taraxacum idiomorphum
- Taraxacum idiosomatum
- Taraxacum idlomorphoides
- Taraxacum ignivomum
- Taraxacum illyricum
- Taraxacum imitans
- Taraxacum impolitum
- Taraxacum inaequilobum
- Taraxacum inane
- Taraxacum inarmatum
- Taraxacum incisiforme
- Taraxacum incisum
- Taraxacum inclinans
- Taraxacum inclusum
- Taraxacum incomptum
- Taraxacum inconspicuum
- Taraxacum index
- Taraxacum indicum
- Taraxacum indigenum
- Taraxacum indivisum
- Taraxacum indonesicum
- Taraxacum infestum
- Taraxacum infidulum
- Taraxacum informe
- Taraxacum infradentatum
- Taraxacum infucatulum
- Taraxacum infumatum
- Taraxacum infuscatum
- Taraxacum ingens
- Taraxacum inopinatum
- Taraxacum inops
- Taraxacum insigne
- Taraxacum insolitum
- Taraxacum insubricum
- Taraxacum insuetum
- Taraxacum insularum
- Taraxacum integratiforme
- Taraxacum integratum
- Taraxacum integriloboides
- Taraxacum intercedens
- Taraxacum intermedium
- Taraxacum interruptum
- Taraxacum interveniens
- Taraxacum intricatum
- Taraxacum intumescens
- Taraxacum inundatum
- Taraxacum investiens
- Taraxacum invocatum
- Taraxacum involucratum
- Taraxacum involutum
- Taraxacum iranicum
- Taraxacum irrigatum
- Taraxacum irritum
- Taraxacum irroratum
- Taraxacum ischnolepis
- Taraxacum iseranum
- Taraxacum islandicum
- Taraxacum isolobum
- Taraxacum isophyllum
- Taraxacum isopyroides
- Taraxacum isthmicola
- Taraxacum iwabuchii
- Taraxacum jacuticum
- Taraxacum janchenii
- Taraxacum japonicum
- Taraxacum jaschilkuliense
- Taraxacum javanicum
- Taraxacum jemtlandicum
- Taraxacum jugiferum
- Taraxacum junatovii
- Taraxacum jurassicum
- Taraxacum jurtzevii
- Taraxacum juzepczukii
- Taraxacum kabulense
- Taraxacum kalambakae
- Taraxacum kalchiainum
- Taraxacum karakoricum
- Taraxacum karatavicum
- Taraxacum karelicum
- Taraxacum karwendelense
- Taraxacum kasachiforme
- Taraxacum kasachum
- Taraxacum kashmirense
- Taraxacum kernianum
- Taraxacum ketoiense
- Taraxacum kezmarkense
- Taraxacum kirghizicum
- Taraxacum kiushianum
- Taraxacum kjellmanii
- Taraxacum kjellmaniiforme
- Taraxacum klingstedtii
- Taraxacum kljutschevskoanum
- Taraxacum klokovii
- Taraxacum klopotovii
- Taraxacum koelzii
- Taraxacum koidzumii
- Taraxacum kojimae
- Taraxacum kok-saghyz
- Taraxacum kolaense
- Taraxacum kolymense
- Taraxacum koraginense
- Taraxacum koraginicola
- Taraxacum korbii
- Taraxacum korjakense
- Taraxacum korjakorum
- Taraxacum kornasii
- Taraxacum kotschyi
- Taraxacum kovalevskiae
- Taraxacum kozlovii
- Taraxacum kraettlii
- Taraxacum krameriense
- Taraxacum kudoanum
- Taraxacum kupfferi
- Taraxacum kurdiciforme
- Taraxacum kuusamoënse
- Taraxacum kuvajevii
- Taraxacum laceratum
- Taraxacum lacerifolium
- Taraxacum lacerilobatum
- Taraxacum lacertosum
- Taraxacum lacerum
- Taraxacum lacianense
- Taraxacum laciniatulum
- Taraxacum laciniatum
- Taraxacum laciniosifrons
- Taraxacum laciniosum
- Taraxacum lacinulatum
- Taraxacum lacistophylloides
- Taraxacum lacistophyllum
- Taraxacum lacistrum
- Taraxacum lacustre
- Taraxacum ladakense
- Taraxacum laeticeps
- Taraxacum laeticolor
- Taraxacum laetiforme
- Taraxacum laetum
- Taraxacum lagerkranzii
- Taraxacum lahulense
- Taraxacum laiense
- Taraxacum lainzii
- Taraxacum lambinonii
- Taraxacum lamprolepis
- Taraxacum lamprophyllum
- Taraxacum lancastriense
- Taraxacum lanceolatisquameum
- Taraxacum lancidens
- Taraxacum landmarkii
- Taraxacum langeanum
- Taraxacum languidulum
- Taraxacum languidum
- Taraxacum lanigerum
- Taraxacum lanjouwii
- Taraxacum larssonii
- Taraxacum lasianthum
- Taraxacum lasiodasum
- Taraxacum latebracteatum
- Taraxacum latens
- Taraxacum latericulum
- Taraxacum lateritium
- Taraxacum latibase
- Taraxacum latibasis
- Taraxacum laticaudatum
- Taraxacum laticonicum
- Taraxacum laticordatum
- Taraxacum latidens
- Taraxacum latifrons
- Taraxacum latihastatum
- Taraxacum latilobum
- Taraxacum latisectum
- Taraxacum latispinulosum
- Taraxacum latisquameum
- Taraxacum latissimum
- Taraxacum laudabile
- Taraxacum laurentianum
- Taraxacum lawalreei
- Taraxacum laxum
- Taraxacum lecitodes
- Taraxacum lehbertii
- Taraxacum lenense
- Taraxacum lenkoranense
- Taraxacum lentum
- Taraxacum leonardii
- Taraxacum leonicum
- Taraxacum lepidum
- Taraxacum leptaleum
- Taraxacum leptocarpum
- Taraxacum leptoceras
- Taraxacum leptodon
- Taraxacum leptoglotte
- Taraxacum leptolepis
- Taraxacum leptophyllum
- Taraxacum leptoscelum
- Taraxacum leroyi
- Taraxacum leucanthum
- Taraxacum leucocalymnum
- Taraxacum leucocarpum
- Taraxacum leucocephalum
- Taraxacum leucochlorum
- Taraxacum leucoglossum
- Taraxacum leucopodioides
- Taraxacum leucopodum
- Taraxacum leucospermum
- Taraxacum leucosquameum
- Taraxacum leuteanum
- Taraxacum licentii
- Taraxacum lidianum
- Taraxacum ligerinum
- Taraxacum lilacinum
- Taraxacum lilianae
- Taraxacum limbatum
- Taraxacum limburgense
- Taraxacum limnanthes
- Taraxacum limnophilum
- Taraxacum limosicola
- Taraxacum limosum
- Taraxacum linczevskyi
- Taraxacum lindstroemii
- Taraxacum lineare
- Taraxacum linearilobatum
- Taraxacum linearisquameum
- Taraxacum linguatiforme
- Taraxacum linguatifrons
- Taraxacum linguicuspis
- Taraxacum lingulatum
- Taraxacum lingulilobum
- Taraxacum lissocarpum
- Taraxacum litardieri
- Taraxacum litigiosum
- Taraxacum litophyllum
- Taraxacum litorale
- Taraxacum litvinovii
- Taraxacum lividum
- Taraxacum livonicum
- Taraxacum lobbichleri
- Taraxacum lobulatum
- Taraxacum lofotense
- Taraxacum lojoense
- Taraxacum lonchophyllum
- Taraxacum longicarpum
- Taraxacum longicaudatum
- Taraxacum longiconicum
- Taraxacum longicorne
- Taraxacum longicuspis
- Taraxacum longifrons
- Taraxacum longihastatum
- Taraxacum longii
- Taraxacum longipyramidatum
- Taraxacum longirostre
- Taraxacum longisagittatum
- Taraxacum longisectum
- Taraxacum longispinulosum
- Taraxacum longisquameum
- Taraxacum loratum
- Taraxacum lucense
- Taraxacum lucescens
- Taraxacum lucidepedatum
- Taraxacum lucidiforme
- Taraxacum lucidum
- Taraxacum lucipedatum
- Taraxacum luculentum
- Taraxacum ludlowii
- Taraxacum lugubre
- Taraxacum lugubriforme
- Taraxacum lunare
- Taraxacum lundense
- Taraxacum lundevallii
- Taraxacum lupatiferum
- Taraxacum luridum
- Taraxacum lusitanicum
- Taraxacum luteocucullatum
- Taraxacum luteodens
- Taraxacum luteolum
- Taraxacum luteoviride
- Taraxacum luteum
- Taraxacum lutheri
- Taraxacum luxurians
- Taraxacum lyngeanum
- Taraxacum lyperum
- Taraxacum lyratum
- Taraxacum macilentum
- Taraxacum mackenziense
- Taraxacum macranthoides
- Taraxacum macrocarpum
- Taraxacum macrocedens
- Taraxacum macrocentrum
- Taraxacum macroceras
- Taraxacum macroceratodon
- Taraxacum macrochlamydeum
- Taraxacum macrodon
- Taraxacum macrolepium
- Taraxacum macromerum
- Taraxacum macrophyllarium
- Taraxacum macrotomum
- Taraxacum maculatum
- Taraxacum maculigerum
- Taraxacum maculosum
- Taraxacum maderense
- Taraxacum madidum
- Taraxacum maeandriforme
- Taraxacum magellanicum
- Taraxacum magnesicum
- Taraxacum magnobliquum
- Taraxacum magnodilatatum
- Taraxacum magnolevigatum
- Taraxacum magnoligulatum
- Taraxacum magnopyramidophorum
- Taraxacum magnum
- Taraxacum mailleferi
- Taraxacum majus
- Taraxacum malaisei
- Taraxacum malato-belizii
- Taraxacum malowitzum
- Taraxacum malteanum
- Taraxacum malyi
- Taraxacum maracandicum
- Taraxacum marchionii
- Taraxacum margettsii
- Taraxacum marginatum
- Taraxacum marginellum
- Taraxacum maricum
- Taraxacum marklundii
- Taraxacum marmottae
- Taraxacum maroccanum
- Taraxacum martellense
- Taraxacum mattmarkense
- Taraxacum mauranthes
- Taraxacum maurocarpum
- Taraxacum maurocephalum
- Taraxacum maurolepium
- Taraxacum maurophyllum
- Taraxacum maurostigma
- Taraxacum maurum
- Taraxacum mazzettii
- Taraxacum medeense
- Taraxacum medioximum
- Taraxacum mediterraneum
- Taraxacum mediterraniforme
- Taraxacum megalocarpum
- Taraxacum megalophyllum
- Taraxacum megalorrhizon
- Taraxacum megalosipteron
- Taraxacum megaranthum
- Taraxacum meiseliae
- Taraxacum melancholicum
- Taraxacum melanocephalum
- Taraxacum melanops
- Taraxacum melanostigma
- Taraxacum melanostylum
- Taraxacum melanthoides
- Taraxacum melittostylum
- Taraxacum melleum
- Taraxacum melzerianum
- Taraxacum memorabile
- Taraxacum mendax
- Taraxacum merinoi
- Taraxacum messanense
- Taraxacum metriocallosum
- Taraxacum mexicanum
- Taraxacum meyeri
- Taraxacum micans
- Taraxacum microcarpum
- Taraxacum microcephaloides
- Taraxacum microcerum
- Taraxacum microcranum
- Taraxacum microdon
- Taraxacum microlobum
- Taraxacum microspermum
- Taraxacum miltinum
- Taraxacum mimosinum
- Taraxacum mimuloides
- Taraxacum mimulum
- Taraxacum miniatum
- Taraxacum minimum
- Taraxacum minutilobum
- Taraxacum minutissimum
- Taraxacum mirabile
- Taraxacum mirosquamatum
- Taraxacum miserum
- Taraxacum mitalii
- Taraxacum miyakei
- Taraxacum modestum
- Taraxacum moldavicum
- Taraxacum molybdinum
- Taraxacum molybdolepis
- Taraxacum mongolicum
- Taraxacum mongoliforme
- Taraxacum monochlamydeum
- Taraxacum monochroum
- Taraxacum monotropum
- Taraxacum montellii
- Taraxacum montesignum
- Taraxacum montserratii
- Taraxacum moriceps
- Taraxacum morulum
- Taraxacum mosciense
- Taraxacum mucronatum
- Taraxacum mucroniferum
- Taraxacum mucronulatum
- Taraxacum mujense
- Taraxacum multicolorans
- Taraxacum multidentatum
- Taraxacum multidenticulatum
- Taraxacum multifidum
- Taraxacum multiglossum
- Taraxacum multijugum
- Taraxacum multilepis
- Taraxacum multiscaposum
- Taraxacum multisectum
- Taraxacum multisinuatum
- Taraxacum multisulcatum
- Taraxacum mundulum
- Taraxacum murbeckianum
- Taraxacum murgabicum
- Taraxacum murmanicum
- Taraxacum mutabile
- Taraxacum myvatnense
- Taraxacum naevosiforme
- Taraxacum naevosum
- Taraxacum nagaricum
- Taraxacum nairoense
- Taraxacum nanaunii
- Taraxacum nannophyes
- Taraxacum nanulum
- Taraxacum nanum
- Taraxacum nasiri
- Taraxacum nasirii
- Taraxacum natschikense
- Taraxacum navacerradense
- Taraxacum navarrense
- Taraxacum necessarium
- Taraxacum nectaristigmatum
- Taraxacum nematolobum
- Taraxacum nemorum
- Taraxacum neoaellenii
- Taraxacum neokamtschaticum
- Taraxacum neolobulatum
- Taraxacum neosachalinense
- Taraxacum neosivaschicum
- Taraxacum neospurium
- Taraxacum nepalense
- Taraxacum neuolobum
- Taraxacum nevadense
- Taraxacum nevskii
- Taraxacum nietoi
- Taraxacum nigrescens
- Taraxacum nigricans
- Taraxacum nigridentatum
- Taraxacum nigritum
- Taraxacum nigrocephalum
- Taraxacum nigrum
- Taraxacum nikitinii
- Taraxacum nikolai
- Taraxacum nitens
- Taraxacum nitidiorum
- Taraxacum nitidum
- Taraxacum nitrophilum
- Taraxacum nivale
- Taraxacum nordhagenii
- Taraxacum nordstedtii
- Taraxacum norvegicum
- Taraxacum notabile
- Taraxacum noterophilum
- Taraxacum nothum
- Taraxacum novae-zemliae
- Taraxacum novoburgense
- Taraxacum nubilum
- Taraxacum nudiscaposum
- Taraxacum nudum
- Taraxacum nuratavicum
- Taraxacum nutans
- Taraxacum nylandicum
- Taraxacum obitsiense
- Taraxacum obliquiforme
- Taraxacum obliquilobum
- Taraxacum obliquum
- Taraxacum oblongatum
- Taraxacum obnubilum
- Taraxacum obnuptum
- Taraxacum obovatifolium
- Taraxacum obovatifrons
- Taraxacum obovatum
- Taraxacum obscuratum
- Taraxacum obtextum
- Taraxacum obtusatum
- Taraxacum obtusifrons
- Taraxacum obtusilobum
- Taraxacum obtusiusculum
- Taraxacum obtusulum
- Taraxacum obtusum
- Taraxacum obuncum
- Taraxacum occidentale
- Taraxacum ochotense
- Taraxacum ochraceistigmatum
- Taraxacum ochrochloroides
- Taraxacum ochrochlorum
- Taraxacum ochrospermum
- Taraxacum oddense
- Taraxacum odiosum
- Taraxacum oellgaardii
- Taraxacum ohirense
- Taraxacum ohlsenii
- Taraxacum ohritense
- Taraxacum oinopolepis
- Taraxacum oinopopodum
- Taraxacum oistophorum
- Taraxacum okinawense
- Taraxacum olgae
- Taraxacum oliganthum
- Taraxacum oligolobatum
- Taraxacum oligophyllum
- Taraxacum olitorium
- Taraxacum olivaceoides
- Taraxacum olivaceum
- Taraxacum olympicola
- Taraxacum olympophilum
- Taraxacum omissum
- Taraxacum onychodontum
- Taraxacum ooststroomii
- Taraxacum opaciforme
- Taraxacum opacum
- Taraxacum opeatolobum
- Taraxacum opertum
- Taraxacum oplilobum
- Taraxacum oppidanum
- Taraxacum opulens
- Taraxacum opulentiforme
- Taraxacum orbicans
- Taraxacum orcadense
- Taraxacum ordinatum
- Taraxacum oreinicola
- Taraxacum oreinopsis
- Taraxacum oreinum
- Taraxacum oreophilum
- Taraxacum ornatum
- Taraxacum orphnocephalum
- Taraxacum oschense
- Taraxacum ostenfeldii
- Taraxacum ostrinum
- Taraxacum otagirianum
- Taraxacum otagyrianum
- Taraxacum ottonis
- Taraxacum ovinum
- Taraxacum oxycentrum
- Taraxacum oxyglotte
- Taraxacum oxylobium
- Taraxacum oxyonchum
- Taraxacum oxyphoreum
- Taraxacum oxyrhinum
- Taraxacum pacheri
- Taraxacum pachylobum
- Taraxacum pachymeroides
- Taraxacum pachymerum
- Taraxacum pakistanicum
- Taraxacum pallens
- Taraxacum pallescens
- Taraxacum pallescentiforme
- Taraxacum pallidilateritium
- Taraxacum pallidipapposum
- Taraxacum pallidipes
- Taraxacum pallidisquameum
- Taraxacum pallidissimum
- Taraxacum pallidulum
- Taraxacum palmgrenii
- Taraxacum paludem-ornans
- Taraxacum paludosiforme
- Taraxacum paludosum
- Taraxacum palustre
- Taraxacum palustrisquameum
- Taraxacum palvae
- Taraxacum panalpinum
- Taraxacum panhellenicum
- Taraxacum pannonicum
- Taraxacum pannucium
- Taraxacum pannulatiforme
- Taraxacum pannulatum
- Taraxacum panoplum
- Taraxacum papposum
- Taraxacum paradoxachrum
- Taraxacum parasemum
- Taraxacum parciflorum
- Taraxacum pardinum
- Taraxacum parile
- Taraxacum parnassicum
- Taraxacum parsennense
- Taraxacum parvilobum
- Taraxacum parvuliforme
- Taraxacum parvulum
- Taraxacum pastiniferum
- Taraxacum patagiferum
- Taraxacum patagonicum
- Taraxacum patens
- Taraxacum pateriforme
- Taraxacum patibuliferum
- Taraxacum paucidentatiforme
- Taraxacum paucidentatum
- Taraxacum paucijugum
- Taraxacum paucilacerum
- Taraxacum paucilobum
- Taraxacum pauckertianum
- Taraxacum paullum
- Taraxacum pawlodarskum
- Taraxacum pavlovii
- Taraxacum pawlowskii
- Taraxacum pectinatiforme
- Taraxacum pectinatum
- Taraxacum pedemontanum
- Taraxacum pedrottii
- Taraxacum peliogoniatum
- Taraxacum pellianum
- Taraxacum penelobum
- Taraxacum penicilliforme
- Taraxacum peraccommodatum
- Taraxacum peralatum
- Taraxacum peramplum
- Taraxacum perattenuatum
- Taraxacum perdeflexum
- Taraxacum perdevexum
- Taraxacum peregrinum
- Taraxacum perenne
- Taraxacum perfiljevii
- Taraxacum perfissum
- Taraxacum pergracile
- Taraxacum perincisum
- Taraxacum perlatescens
- Taraxacum perminiatum
- Taraxacum perpusillum
- Taraxacum perrigidum
- Taraxacum persicum
- Taraxacum persimile
- Taraxacum perssonii
- Taraxacum pervalidum
- Taraxacum petiolulatum
- Taraxacum petri-primi
- Taraxacum petrovskyi
- Taraxacum petterssonii
- Taraxacum phalarocephalum
- Taraxacum phaleratum
- Taraxacum phitosii
- Taraxacum phoenicolepis
- Taraxacum pholidocarpum
- Taraxacum phymatocarpum
- Taraxacum picatidens
- Taraxacum piceaticeps
- Taraxacum piceatiforme
- Taraxacum piceatifrons
- Taraxacum piceatum
- Taraxacum piceipictum
- Taraxacum pictidum
- Taraxacum pieninicum
- Taraxacum pilatense
- Taraxacum pilosella
- Taraxacum pilosum
- Taraxacum piluliferum
- Taraxacum pindicola
- Taraxacum pindicum
- Taraxacum pineticola
- Taraxacum pingue
- Taraxacum pinnatifidum
- Taraxacum pinto-silvae
- Taraxacum pittochromatum
- Taraxacum placibile
- Taraxacum placidum
- Taraxacum planifrons
- Taraxacum planoides
- Taraxacum planum
- Taraxacum platycarpum
- Taraxacum platyceras
- Taraxacum platycranum
- Taraxacum platyglossum
- Taraxacum platylepium
- Taraxacum platylobum
- Taraxacum platypecidium
- Taraxacum platypecidum
- Taraxacum platyphyllinum
- Taraxacum platyphyllum
- Taraxacum pleniceps
- Taraxacum plicatiangulatum
- Taraxacum plicatifrons
- Taraxacum plicatulum
- Taraxacum ploegii
- Taraxacum plovdivense
- Taraxacum plumbeum
- Taraxacum podlachiacum
- Taraxacum podlechianum
- Taraxacum podlechii
- Taraxacum poecilostictum
- Taraxacum pohlii
- Taraxacum polatschekii
- Taraxacum poliochloroides
- Taraxacum poliochlorum
- Taraxacum poliomelanum
- Taraxacum poliophytum
- Taraxacum polium
- Taraxacum pollichii
- Taraxacum polonicum
- Taraxacum polozhiae
- Taraxacum polycercum
- Taraxacum polyhamatum
- Taraxacum polyodon
- Taraxacum polyschistum
- Taraxacum polytomum
- Taraxacum polyxanthum
- Taraxacum poodes
- Taraxacum popovii
- Taraxacum porcellisinus
- Taraxacum porphyranthum
- Taraxacum porrectidens
- Taraxacum porrigens
- Taraxacum porrigentilobatum
- Taraxacum portentosum
- Taraxacum porteri
- Taraxacum potaninii
- Taraxacum potor
- Taraxacum praecox
- Taraxacum praegracilens
- Taraxacum praeradians
- Taraxacum praeradiantifrons
- Taraxacum praesigne
- Taraxacum praestabile
- Taraxacum praestans
- Taraxacum praeticum
- Taraxacum prasinescens
- Taraxacum prasinum
- Taraxacum praterense
- Taraxacum praticola
- Taraxacum pravicentrum
- Taraxacum pravum
- Taraxacum prilipkoi
- Taraxacum princeps
- Taraxacum privum
- Taraxacum procerisquameum
- Taraxacum procerum
- Taraxacum proclinatum
- Taraxacum prominens
- Taraxacum promontoriorum
- Taraxacum pronilobum
- Taraxacum propinquum
- Taraxacum proruptum
- Taraxacum proteranthium
- Taraxacum protervum
- Taraxacum providens
- Taraxacum proximiforme
- Taraxacum proximum
- Taraxacum pruinatum
- Taraxacum przevalskii
- Taraxacum psammophilum
- Taraxacum pseudacrolobum
- Taraxacum pseudelongatum
- Taraxacum pseudoalaskanum
- Taraxacum pseudoalpinum
- Taraxacum pseudoatratum
- Taraxacum pseudobalticum
- Taraxacum pseudobicorne
- Taraxacum pseudoborcigenum
- Taraxacum pseudobrachyglossum
- Taraxacum pseudobrevirostre
- Taraxacum pseudocalocephalum
- Taraxacum pseudocastaneum
- Taraxacum pseudodilatatum
- Taraxacum pseudodissimile
- Taraxacum pseudodunense
- Taraxacum pseudoeriopodum
- Taraxacum pseudofontanum
- Taraxacum pseudofulvum
- Taraxacum pseudogracilens
- Taraxacum pseudohabile
- Taraxacum pseudohamatum
- Taraxacum pseudohirtellum
- Taraxacum pseudohoppeanum
- Taraxacum pseudolandmarkii
- Taraxacum pseudolarssonii
- Taraxacum pseudolasianthum
- Taraxacum pseudolaxum
- Taraxacum pseudoleucanthum
- Taraxacum pseudolobulatum
- Taraxacum pseudomarklundii
- Taraxacum pseudominutilobum
- Taraxacum pseudomurbeckianum
- Taraxacum pseudonigricans
- Taraxacum pseudonivale
- Taraxacum pseudonordstedtii
- Taraxacum pseudonorvegicum
- Taraxacum pseudopalustre
- Taraxacum pseudopaucilobum
- Taraxacum pseudophaleratum
- Taraxacum pseudoplatylepium
- Taraxacum pseudoporphyranthum
- Taraxacum pseudoporrigens
- Taraxacum pseudoproximum
- Taraxacum pseudopulchrum
- Taraxacum pseudopyrenaicum
- Taraxacum pseudorecurvum
- Taraxacum pseudoretroflexum
- Taraxacum pseudoroseum
- Taraxacum pseudosilesiacum
- Taraxacum pseudostenoceras
- Taraxacum pseudostenolepium
- Taraxacum pseudostenoschistum
- Taraxacum pseudostevenii
- Taraxacum pseudosuecicum
- Taraxacum pseudotenebristylum
- Taraxacum pseudotianschanicum
- Taraxacum pseudowallichii
- Taraxacum pterygoideum
- Taraxacum ptilotoides
- Taraxacum pubens
- Taraxacum puberulum
- Taraxacum pubicaule
- Taraxacum pugiunculum
- Taraxacum pulchellum
- Taraxacum pulcherrimum
- Taraxacum pulchricurvum
- Taraxacum pulchrifolium
- Taraxacum pullocarpum
- Taraxacum pullum
- Taraxacum pulverulentum
- Taraxacum puniceum
- Taraxacum puolannei
- Taraxacum purpurei-petiolatum
- Taraxacum purpureo-cornutum
- Taraxacum purpureo-marginatum
- Taraxacum purpureum
- Taraxacum purpuridens
- Taraxacum putidiusculum
- Taraxacum putum
- Taraxacum pycnocarpum
- Taraxacum pycnocedens
- Taraxacum pycnodes
- Taraxacum pycnodon
- Taraxacum pycnoforme
- Taraxacum pycnolobum
- Taraxacum pycnoschistum
- Taraxacum pycnostictum
- Taraxacum pyrenaicum
- Taraxacum pyrochromum
- Taraxacum pyropappum
- Taraxacum pyroporum
- Taraxacum pyrranthes
- Taraxacum qirae
- Taraxacum quadrangulum
- Taraxacum quadrans
- Taraxacum quaesitum
- Taraxacum radens
- Taraxacum radinum
- Taraxacum radiosum
- Taraxacum ragnar-baeckii
- Taraxacum raii
- Taraxacum raikoviae
- Taraxacum railonsalae
- Taraxacum ranarium
- Taraxacum rangiferinum
- Taraxacum ranunculus
- Taraxacum recessum
- Taraxacum reclinatum
- Taraxacum recurvidens
- Taraxacum recurvum
- Taraxacum refectum
- Taraxacum reflectens
- Taraxacum reichenbachii
- Taraxacum reichlingii
- Taraxacum reinthalii
- Taraxacum remanens
- Taraxacum remanentilobum
- Taraxacum remotilobum
- Taraxacum renosense
- Taraxacum reophilum
- Taraxacum repandum
- Taraxacum repletum
- Taraxacum replicatum
- Taraxacum resectum
- Taraxacum respersum
- Taraxacum retortum
- Taraxacum retroflexum
- Taraxacum retroversum
- Taraxacum retzii
- Taraxacum revalense
- Taraxacum revertitans
- Taraxacum revolutum
- Taraxacum rhaeticum
- Taraxacum rhamphodes
- Taraxacum rhodolepis
- Taraxacum rhodoneuron
- Taraxacum rhodopodum
- Taraxacum rhomboideum
- Taraxacum rhusiolepium
- Taraxacum ribii
- Taraxacum richardsianum
- Taraxacum rigens
- Taraxacum rigescens
- Taraxacum rigidifolium
- Taraxacum rigidipes
- Taraxacum rigidum
- Taraxacum rivale
- Taraxacum rivulare
- Taraxacum rizaense
- Taraxacum roborovskyi
- Taraxacum robustiosum
- Taraxacum robustisquameum
- Taraxacum ronae
- Taraxacum rorippa
- Taraxacum roseocarpum
- Taraxacum roseoflavescens
- Taraxacum roseolepis
- Taraxacum roseopedatum
- Taraxacum roseopes
- Taraxacum roseum
- Taraxacum rostochiense
- Taraxacum rotundatum
- Taraxacum rubellum
- Taraxacum ruberuliforme
- Taraxacum ruberulum
- Taraxacum rubicundum
- Taraxacum rubidipes
- Taraxacum rubidum
- Taraxacum rubifolium
- Taraxacum rubiginans
- Taraxacum rubiginosum
- Taraxacum rubrisquameum
- Taraxacum rubrolineatum
- Taraxacum rufescens
- Taraxacum rufinervosum
- Taraxacum rufocarpoides
- Taraxacum rufocarpum
- Taraxacum rufonerve
- Taraxacum rufulum
- Taraxacum rufum
- Taraxacum ruptifolium
- Taraxacum rutilum
- Taraxacum saarsooanum
- Taraxacum saasense
- Taraxacum sabaudum
- Taraxacum sachalinense
- Taraxacum sacrificatum
- Taraxacum saetigerum
- Taraxacum sagii
- Taraxacum sagittifolium
- Taraxacum sagittifrons
- Taraxacum sagittilobum
- Taraxacum sagittipotens
- Taraxacum sahlinianum
- Taraxacum sahlinii
- Taraxacum salinum
- Taraxacum salonikiense
- Taraxacum salsitatis
- Taraxacum salsum
- Taraxacum samicum
- Taraxacum samuelssonii
- Taraxacum sangilense
- Taraxacum sanguineum
- Taraxacum sanguinicolor
- Taraxacum santandricum
- Taraxacum saphycraspedum
- Taraxacum saposhnikovii
- Taraxacum sarcidanum
- Taraxacum sarcophyllum
- Taraxacum sardomontanum
- Taraxacum saturatum
- Taraxacum saxenii
- Taraxacum scabrum
- Taraxacum scalare
- Taraxacum scalenum
- Taraxacum scalifolium
- Taraxacum scaliforme
- Taraxacum scanicum
- Taraxacum scaturiginosum
- Taraxacum schelkovnikovii
- Taraxacum schischkinii
- Taraxacum schlobarum
- Taraxacum schmidianum
- Taraxacum schroeterianum
- Taraxacum schugnanicum
- Taraxacum scintillatum
- Taraxacum scololobum
- Taraxacum scolopendriforme
- Taraxacum scolopendrinum
- Taraxacum scopulorum
- Taraxacum scoticum
- Taraxacum scotiniforme
- Taraxacum scotinum
- Taraxacum scotocranum
- Taraxacum scotodes
- Taraxacum scotolepidiforme
- Taraxacum scotolepis
- Taraxacum scotophyllum
- Taraxacum selanderi
- Taraxacum selengense
- Taraxacum selengensis
- Taraxacum selenodon
- Taraxacum selenoides
- Taraxacum selenolobum
- Taraxacum sellandii
- Taraxacum semicurvatum
- Taraxacum semiglobosum
- Taraxacum semilunare
- Taraxacum semireductum
- Taraxacum semisagittatum
- Taraxacum semitubulosum
- Taraxacum semiundulatum
- Taraxacum senile
- Taraxacum senjavinensis
- Taraxacum septentrionale
- Taraxacum seravschanicum
- Taraxacum serotinum
- Taraxacum serpenticola
- Taraxacum serpentinum
- Taraxacum serratidentatum
- Taraxacum serratifrons
- Taraxacum serrulatum
- Taraxacum sertatum
- Taraxacum severum
- Taraxacum sherriffii
- Taraxacum shetlandicum
- Taraxacum shikotanense
- Taraxacum shimushirense
- Taraxacum shirakium
- Taraxacum shqipericum
- Taraxacum shumushuense
- Taraxacum siculum
- Taraxacum sieheaniforme
- Taraxacum sieheanum
- Taraxacum sigillatum
- Taraxacum sigmoideum
- Taraxacum sikkimense
- Taraxacum silvicola
- Taraxacum silvrettense
- Taraxacum simile
- Taraxacum simplicifolium
- Taraxacum simpliciusculum
- Taraxacum simulum
- Taraxacum singulare
- Taraxacum sinicum
- Taraxacum sinotianschanicum
- Taraxacum sintenisii
- Taraxacum sinuatum
- Taraxacum sinulosum
- Taraxacum siphonanthum
- Taraxacum sitnjakovense
- Taraxacum skalinskanum
- Taraxacum skalnatense
- Taraxacum skanderbegii
- Taraxacum slovacum
- Taraxacum soczavae
- Taraxacum solenanthinum
- Taraxacum solidum
- Taraxacum sonchoides
- Taraxacum sonckii
- Taraxacum songoricum
- Taraxacum sophiae
- Taraxacum sordidepapposum
- Taraxacum sordidulum
- Taraxacum sordidum
- Taraxacum sparsidens
- Taraxacum spathulatum
- Taraxacum speciosiflorum
- Taraxacum speciosum
- Taraxacum spectabile
- Taraxacum sphaeroidale
- Taraxacum sphaeroides
- Taraxacum sphenolobum
- Taraxacum spiculatum
- Taraxacum spiculiforme
- Taraxacum spiculigerum
- Taraxacum spilophylloides
- Taraxacum spilophyllum
- Taraxacum spilosum
- Taraxacum spissum
- Taraxacum spiticum
- Taraxacum splendidum
- Taraxacum spurium
- Taraxacum squamulosum
- Taraxacum squarrosiceps
- Taraxacum squarrosum
- Taraxacum staintonii
- Taraxacum stanjukoviczii
- Taraxacum starmuehleri
- Taraxacum staticifolium
- Taraxacum staturale
- Taraxacum steenhoffianum
- Taraxacum stellare
- Taraxacum stenacrum
- Taraxacum stenanthum
- Taraxacum stenocephalum
- Taraxacum stenoceras
- Taraxacum stenoglossum
- Taraxacum stenolepium
- Taraxacum stenolobum
- Taraxacum stenophyllum
- Taraxacum stenoschistoides
- Taraxacum stenoschistum
- Taraxacum stenospermum
- Taraxacum stepanovae
- Taraxacum stephanocephalum
- Taraxacum stereodes
- Taraxacum stereodiforme
- Taraxacum sterneri
- Taraxacum stewartii
- Taraxacum stevenii
- Taraxacum steveniiforme
- Taraxacum stictophoreum
- Taraxacum stictophyllum
- Taraxacum strelitziense
- Taraxacum strictilobum
- Taraxacum strictum
- Taraxacum strizhoviae
- Taraxacum strobilocephalum
- Taraxacum stylosum
- Taraxacum subalatum
- Taraxacum subalpinum
- Taraxacum subalternilobum
- Taraxacum subaragonicum
- Taraxacum subargutum
- Taraxacum subarmatum
- Taraxacum subatroplumbeum
- Taraxacum subaurosulum
- Taraxacum subborgvallii
- Taraxacum subbracteatum
- Taraxacum subbrevisectum
- Taraxacum subcanescens
- Taraxacum subcordatum
- Taraxacum subcoronatum
- Taraxacum subcrispum
- Taraxacum subdahlstedtii
- Taraxacum subdissimile
- Taraxacum subditivum
- Taraxacum subdolum
- Taraxacum subeburneum
- Taraxacum subecorniculatum
- Taraxacum subekmanii
- Taraxacum subelatum
- Taraxacum subericinum
- Taraxacum suberiopodum
- Taraxacum subestriatum
- Taraxacum subeximium
- Taraxacum subexpallidum
- Taraxacum subgentile
- Taraxacum subgentiliforme
- Taraxacum subglaciale
- Taraxacum subglaucescens
- Taraxacum subglebulosum
- Taraxacum subgrandidens
- Taraxacum subguttulosum
- Taraxacum subhamatum
- Taraxacum subhirtellum
- Taraxacum subhoplites
- Taraxacum subhuelphersianum
- Taraxacum subintegrum
- Taraxacum subjurassicum
- Taraxacum sublaciniosum
- Taraxacum sublaeticolor
- Taraxacum subleucopodum
- Taraxacum sublime
- Taraxacum sublimiforme
- Taraxacum sublongisquameum
- Taraxacum submacilentum
- Taraxacum submaculosum
- Taraxacum submicrocranum
- Taraxacum submosciense
- Taraxacum submucronatum
- Taraxacum submuticum
- Taraxacum subnaevosum
- Taraxacum subnefrens
- Taraxacum subolivaceum
- Taraxacum subopacum
- Taraxacum subpallidissimum
- Taraxacum subpardinum
- Taraxacum subpatens
- Taraxacum subpellucidum
- Taraxacum subpenicilliforme
- Taraxacum subpolonicum
- Taraxacum subpraticola
- Taraxacum subreduncum
- Taraxacum subrepletum
- Taraxacum subrubescens
- Taraxacum subsaeviforme
- Taraxacum subsagittipotens
- Taraxacum subsaxenii
- Taraxacum subscolopendricum
- Taraxacum subserratifrons
- Taraxacum subspectabile
- Taraxacum subspilophyllum
- Taraxacum subtenuiforme
- Taraxacum subtile
- Taraxacum subudum
- Taraxacum subulatidens
- Taraxacum subulatum
- Taraxacum subulicuspis
- Taraxacum subulisquameum
- Taraxacum subundulatum
- Taraxacum subvestrobottnicum
- Taraxacum subxanthostigma
- Taraxacum suecicum
- Taraxacum sugawarae
- Taraxacum sulger-buelii
- Taraxacum sulitelmae
- Taraxacum sumneviczii
- Taraxacum sundbergii
- Taraxacum superbum
- Taraxacum suspectum
- Taraxacum svetlanae
- Taraxacum sylvanicum
- Taraxacum symphorilobum
- Taraxacum syriacum
- Taraxacum tadshikorum
- Taraxacum taeniatum
- Taraxacum taeniformatum
- Taraxacum taimyrense
- Taraxacum tamarae
- Taraxacum tamesense
- Taraxacum tanylepis
- Taraxacum tanyodon
- Taraxacum tanyolobum
- Taraxacum tanyphyllum
- Taraxacum tarraconense
- Taraxacum taschkenticum
- Taraxacum tatewakii
- Taraxacum tatrense
- Taraxacum tauricum
- Taraxacum telmatophilum
- Taraxacum tenebricans
- Taraxacum tenebristylum
- Taraxacum tenejapense
- Taraxacum tenellisquameum
- Taraxacum tenue
- Taraxacum tenuiceps
- Taraxacum tenuifolium
- Taraxacum tenuiforme
- Taraxacum tenuilinguatum
- Taraxacum tenuilobum
- Taraxacum tenuipetiolatum
- Taraxacum tenuisectum
- Taraxacum tenuisquameum
- Taraxacum terenodes
- Taraxacum teres
- Taraxacum teuvaense
- Taraxacum texelense
- Taraxacum theodori
- Taraxacum thessalicum
- Taraxacum thracicum
- Taraxacum tianschanicum
- Taraxacum tibetanum
- Taraxacum tinctum
- Taraxacum tiroliense
- Taraxacum tokachiense
- Taraxacum toletanum
- Taraxacum tolmaczevii
- Taraxacum tolosanum
- Taraxacum tornense
- Taraxacum tortilobiforme
- Taraxacum tortilobum
- Taraxacum tortuosum
- Taraxacum torvum
- Taraxacum tourmalettense
- Taraxacum transjordanicum
- Taraxacum triangulare
- Taraxacum triangularidentatum
- Taraxacum tricolor
- Taraxacum tricuspidatum
- Taraxacum triforme
- Taraxacum trigonense
- Taraxacum trigonolobum
- Taraxacum trigonum
- Taraxacum trilobatum
- Taraxacum trilobifolium
- Taraxacum triste
- Taraxacum tristiceps
- Taraxacum tropaeatum
- Taraxacum trottii
- Taraxacum truculentum
- Taraxacum tujuksuense
- Taraxacum tumentilobum
- Taraxacum turbidum
- Taraxacum turbiniceps
- Taraxacum turcicum
- Taraxacum turfosiforme
- Taraxacum turfosum
- Taraxacum turgaicum
- Taraxacum turgidum
- Taraxacum tuvinense
- Taraxacum tuzgoluense
- Taraxacum tzvelevii
- Taraxacum uberilobum
- Taraxacum udum
- Taraxacum uliginosum
- Taraxacum ulogonioides
- Taraxacum ulophyllum
- Taraxacum umbonulatum
- Taraxacum umbriniforme
- Taraxacum umbrinum
- Taraxacum uncatilobum
- Taraxacum uncatum
- Taraxacum uncidentatum
- Taraxacum uncinatum
- Taraxacum uncosum
- Taraxacum undulatiflorum
- Taraxacum undulatiforme
- Taraxacum undulatum
- Taraxacum unguiferum
- Taraxacum unguifrons
- Taraxacum unguilobifrons
- Taraxacum unguilobum
- Taraxacum ungulatum
- Taraxacum unicoloratum
- Taraxacum uniforme
- Taraxacum urbicola
- Taraxacum urdzharense
- Taraxacum uschakovii
- Taraxacum userinum
- Taraxacum ussuriense
- Taraxacum ustamenum
- Taraxacum uvidum
- Taraxacum uzunoglui
- Taraxacum vaccarii
- Taraxacum vacillans
- Taraxacum vagum
- Taraxacum vaitolahtense
- Taraxacum valdedentatum
- Taraxacum valens
- Taraxacum valesiacum
- Taraxacum wallichii
- Taraxacum wallonicum
- Taraxacum walo-kochii
- Taraxacum waltheri
- Taraxacum vanum
- Taraxacum vardenium
- Taraxacum warenum
- Taraxacum variegatum
- Taraxacum varioviolaceum
- Taraxacum varsobicum
- Taraxacum vassilczenkoi
- Taraxacum vastisectiforme
- Taraxacum vastisectum
- Taraxacum vatisectum
- Taraxacum wattii
- Taraxacum vauclusense
- Taraxacum webbii
- Taraxacum wendelboanum
- Taraxacum venticola
- Taraxacum ventorum
- Taraxacum venustum
- Taraxacum vepallidum
- Taraxacum verecundum
- Taraxacum vernelense
- Taraxacum versaillense
- Taraxacum verticosum
- Taraxacum verutigerum
- Taraxacum vestitum
- Taraxacum westmanii
- Taraxacum vestmannicum
- Taraxacum vestrobottnicum
- Taraxacum vestrogothicum
- Taraxacum vetteri
- Taraxacum vexatum
- Taraxacum viale
- Taraxacum wibergense
- Taraxacum vidlense
- Taraxacum wiinstedtii
- Taraxacum wijtmaniae
- Taraxacum vindobonense
- Taraxacum vinosicoloratum
- Taraxacum vinosum
- Taraxacum violaceifrons
- Taraxacum violaceinervosum
- Taraxacum violaceipetiolatum
- Taraxacum violaceum
- Taraxacum violascens
- Taraxacum virellum
- Taraxacum virgineum
- Taraxacum viridans
- Taraxacum viridescens
- Taraxacum vitalii
- Taraxacum vitellinum
- Taraxacum woroschilovii
- Taraxacum wrangelicum
- Taraxacum vulcanorum
- Taraxacum vulgum
- Taraxacum vulpinum
- Taraxacum xanthiense
- Taraxacum xantholigulatum
- Taraxacum xanthophyllum
- Taraxacum xanthostigma
- Taraxacum xerophilum
- Taraxacum xinyuanicum
- Taraxacum xiphoideum
- Taraxacum yamamotoi
- Taraxacum yetrofuense
- Taraxacum yuparense
- Taraxacum yvelinense
- Taraxacum zagorae
- Taraxacum zelotes
- Taraxacum zermattense
- Taraxacum zevenbergenii
- Taraxacum zhukovae
- Taraxacum zineralum
- Taraxacum ziwaschum